# Peperomia pavoniana
Peperomia pavoniana är en pepparväxtart som beskrevs av C. Dc.. Peperomia pavoniana ingår i släktet peperomior, och familjen pepparväxter. Inga underarter finns listade i Catalogue of Life.